# گود تاندر (مینه‌سوتا)
گود تاندر، مینه‌سوتا (به انگلیسی: Good Thunder, Minnesota) یک شهر در ایالات متحده آمریکا است که در شهرستان بلو ارث، مینه‌سوتا واقع شده‌است.

## خصوصیات
گود تاندر ۱٫۶۶ کیلومترمربع مساحت و ۵۸۳ نفر جمعیت دارد و ۳۰۲ متر بالاتر از سطح دریا واقع شده‌است.